# Handmolen
De voorloper van de handmolen is de kweern.
In een handmolen kunnen de stenen horizontaal dan wel verticaal liggen. Tijdens de Tweede Wereldoorlog is er veel gebruikgemaakt van handmolens. Ook zijn er kleine graanmolens die via een aandrijfriem worden aangedreven. In de Tweede Wereldoorlog werd voor de aandrijving onder andere gebruikgemaakt van de fiets.
In de dertiger jaren zijn er handmolens met een gietijzeren huis en een stalen maalmechanisme gemaakt.

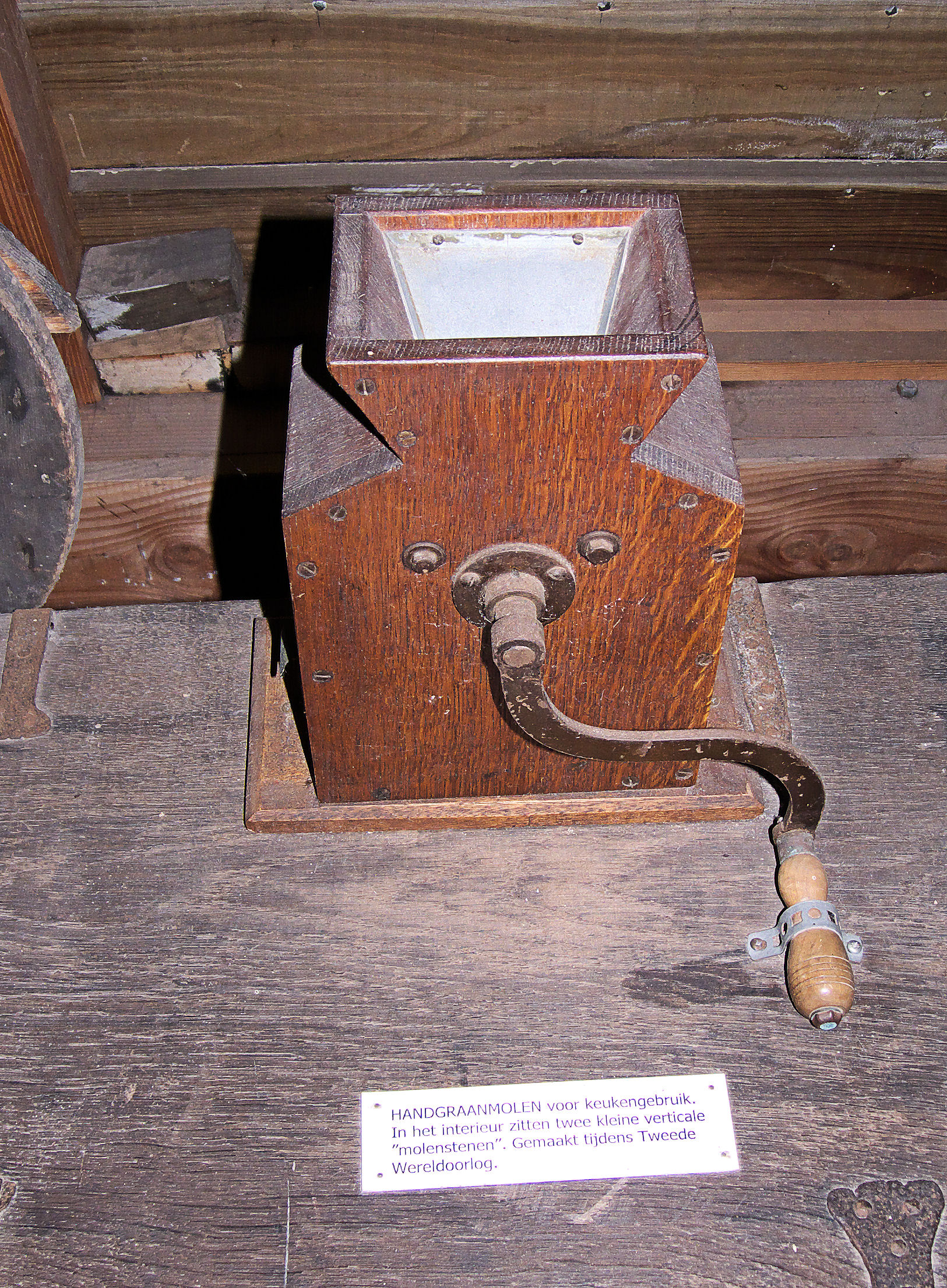
Handgraanmolen met verticale stenen
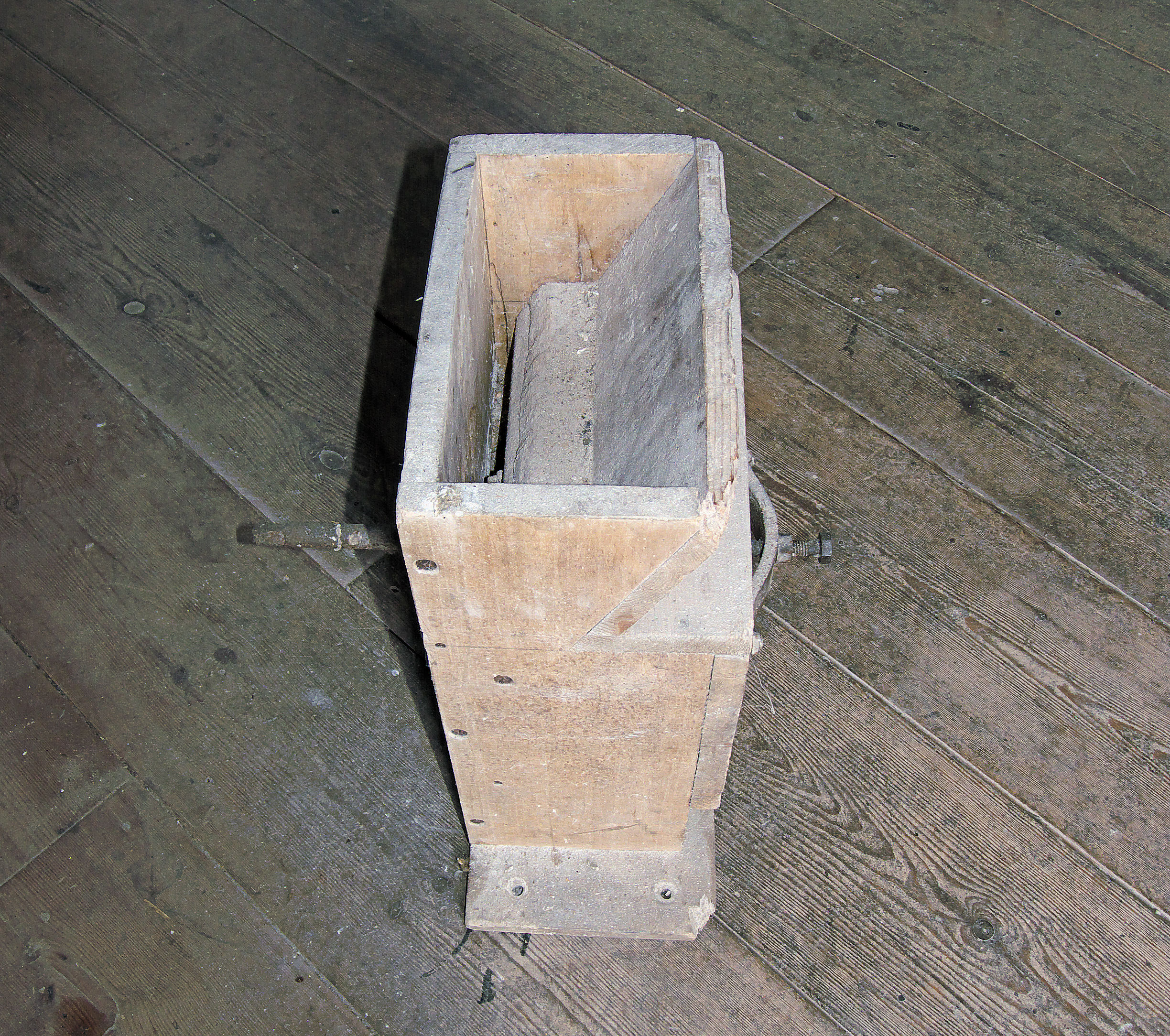
Handgraanmolen met verticale stenen
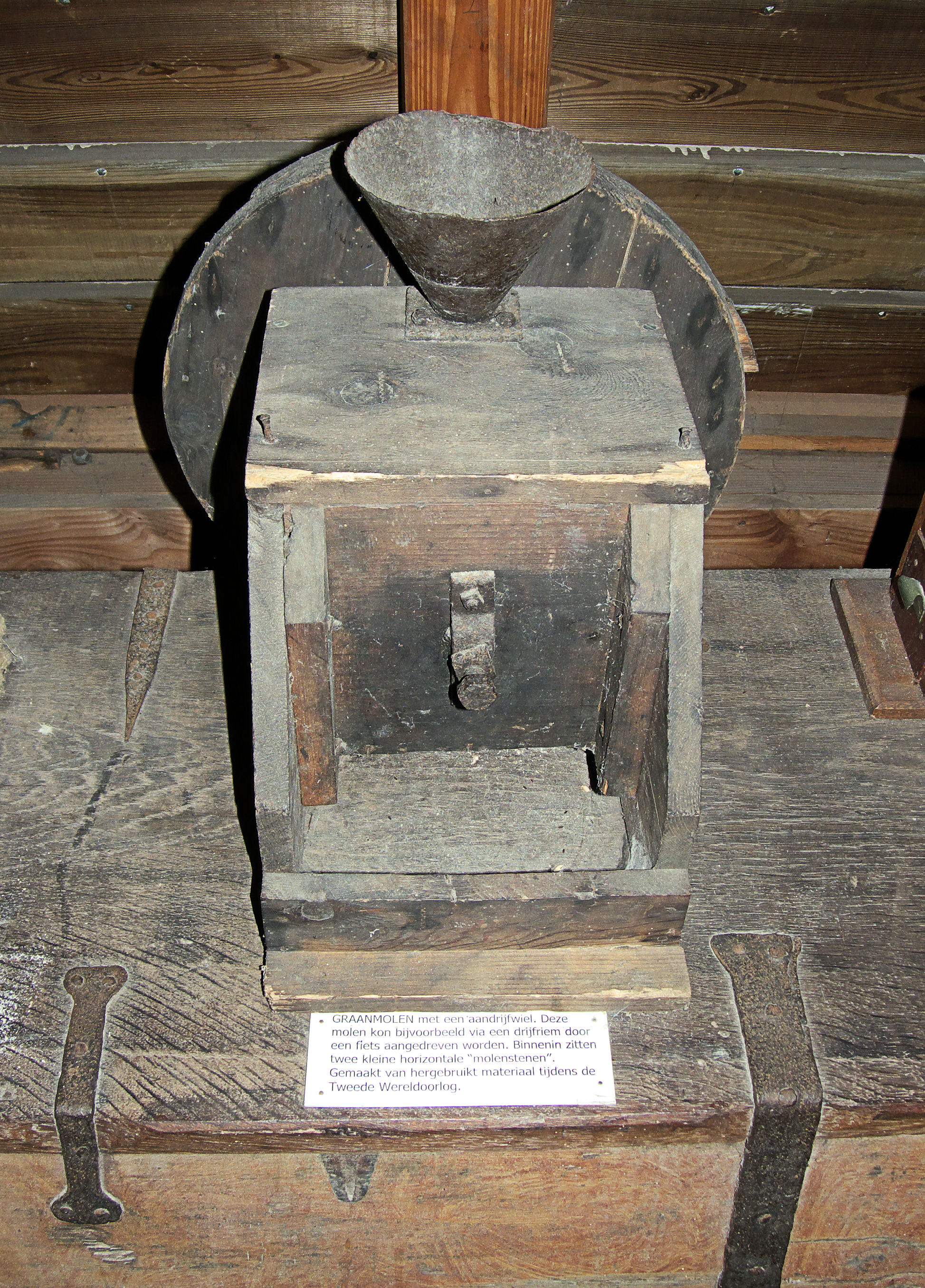
Graanmolen met horizontale stenen aangedreven via een riem
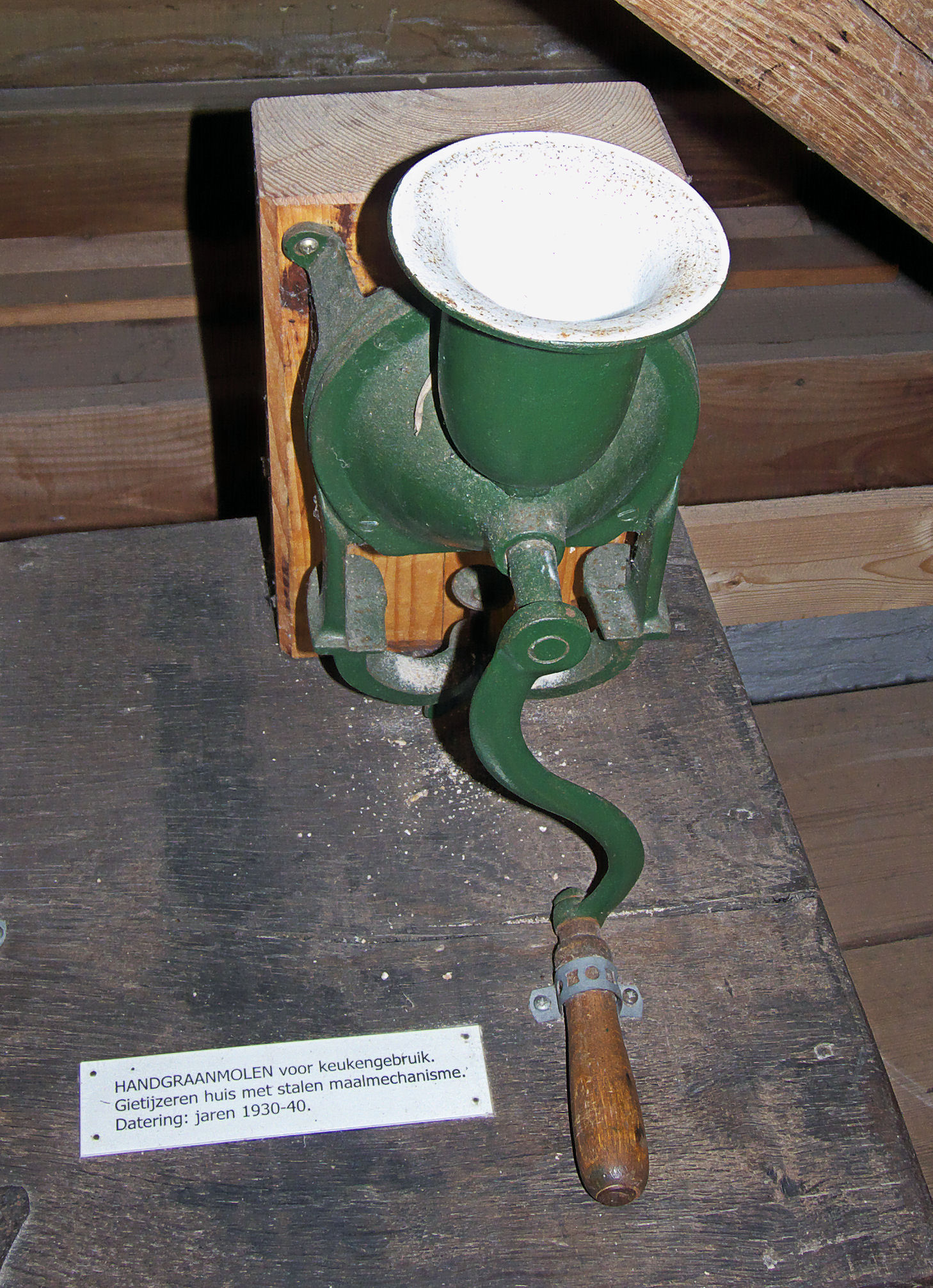
Handgraanmolen met gietijzeren huis en een stalen maalmechanisme
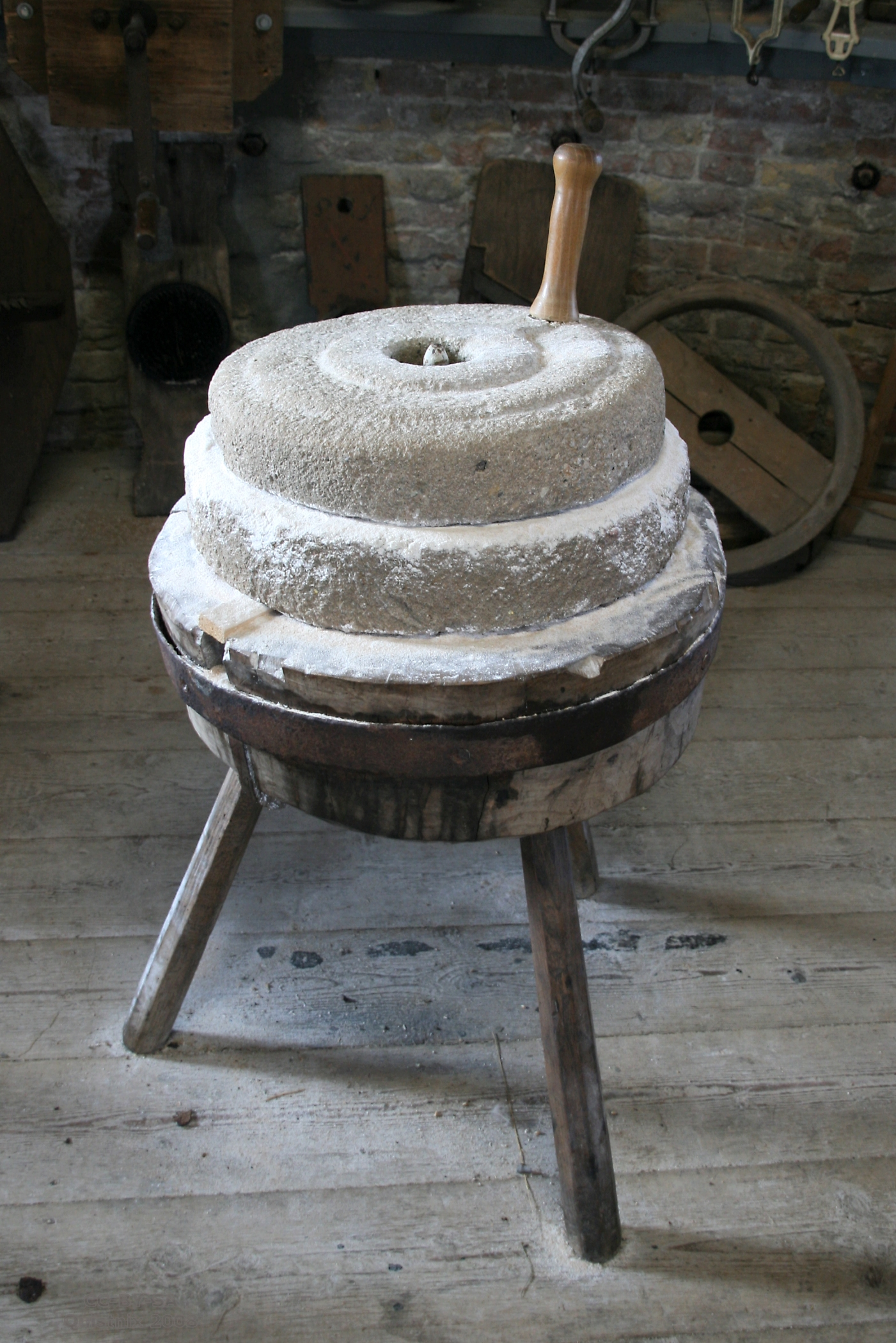
Handkorenmolen in IJzendijkse Molen